# Kruplivnik
Kruplivnik (madžarsko Vaskorpád) je naselje v Občini Grad.

## Prireditve
- Leta  2002 Borovo gostüvanje.